# Turquia nos Jogos Olímpicos de Verão de 2024
Turquia competiu nos Jogos Olímpicos de Verão de 2024 realizados em Paris, na França, entre 26 de julho e 11 de agosto de 2024. Foi a 24.ª participação do país nos Jogos Olímpicos de Verão desde a estreia em Londres 1908.
Foi representado por 101 atletas que competiram em 18 esportes. Conquistou oito medalhas, sendo três de prata, com Hatice Akbaş (–54 kg) e Buse Naz Çakıroğlu (–50 kg) no boxe feminino e com a dupla Yusuf Dikeç e Şevval İlayda Tarhan na pistola de ar 10 m misto do tiro esportivo e cinco medalhas de bronze: Buse Tosun Çavuşoğlu na categoria até 68 kg feminino da luta livre, Esra Yıldız na categoria até 57 kg feminino do boxe, Taha Akgül na categoria até 125 kg masculino da luta livre, Nafia Kuş na categoria acima de 67 kg feminino do taekwondo e com a equipe masculina de tiro com arco.

## Medalhas
| Atleta                                     | Esporte       | Evento                               | Medalha |
| ------------------------------------------ | ------------- | ------------------------------------ | ------- |
| Yusuf Dikeç Şevval İlayda Tarhan           | Tiro          | Pistola de ar 10 m misto por equipes | Prata   |
| Hatice Akbaş                               | Boxe          | Até 54 kg feminino                   | Prata   |
| Buse Naz Çakıroğlu                         | Boxe          | Até 50 kg feminino                   | Prata   |
| Mete Gazoz Berkim Tümer Abdullah Yıldırmış | Tiro com arco | Equipes masculinas                   | Bronze  |
| Buse Tosun Çavuşoğlu                       | Lutas         | Livre até 68 kg feminino             | Bronze  |
| Esra Yıldız                                | Boxe          | Até 57 kg feminino                   | Bronze  |
| Taha Akgül                                 | Lutas         | Livre até 125 kg masculino           | Bronze  |
| Nafia Kuş                                  | Taekwondo     | Mais de 67 kg feminino               | Bronze  |

## Competidores
Esta foi a participação por modalidade nesta edição:
| Esporte          | Masculino | Feminino | Total |
| ---------------- | --------- | -------- | ----- |
| Atletismo        | 10        | 6        | 16    |
| Badminton        | 0         | 1        | 1     |
| Boxe             | 2         | 5        | 7     |
| Ciclismo         | 1         | 0        | 1     |
| Esgrima          | 1         | 1        | 2     |
| Ginástica        | 5         | 0        | 5     |
| Halterofilismo   | 1         | 0        | 1     |
| Judô             | 5         | 3        | 8     |
| Lutas            | 6         | 5        | 11    |
| Natação          | 4         | 4        | 8     |
| Pentatlo moderno | 1         | 1        | 2     |
| Remo             | 0         | 1        | 1     |
| Taekwondo        | 2         | 3        | 5     |
| Tênis de mesa    | 0         | 1        | 1     |
| Tiro             | 3         | 4        | 7     |
| Tiro com arco    | 3         | 1        | 4     |
| Vela             | 3         | 5        | 8     |
| Voleibol         | 0         | 13       | 13    |
| Total            | 47        | 54       | 101   |